# Schloss Bergheim (Feldkirchen)

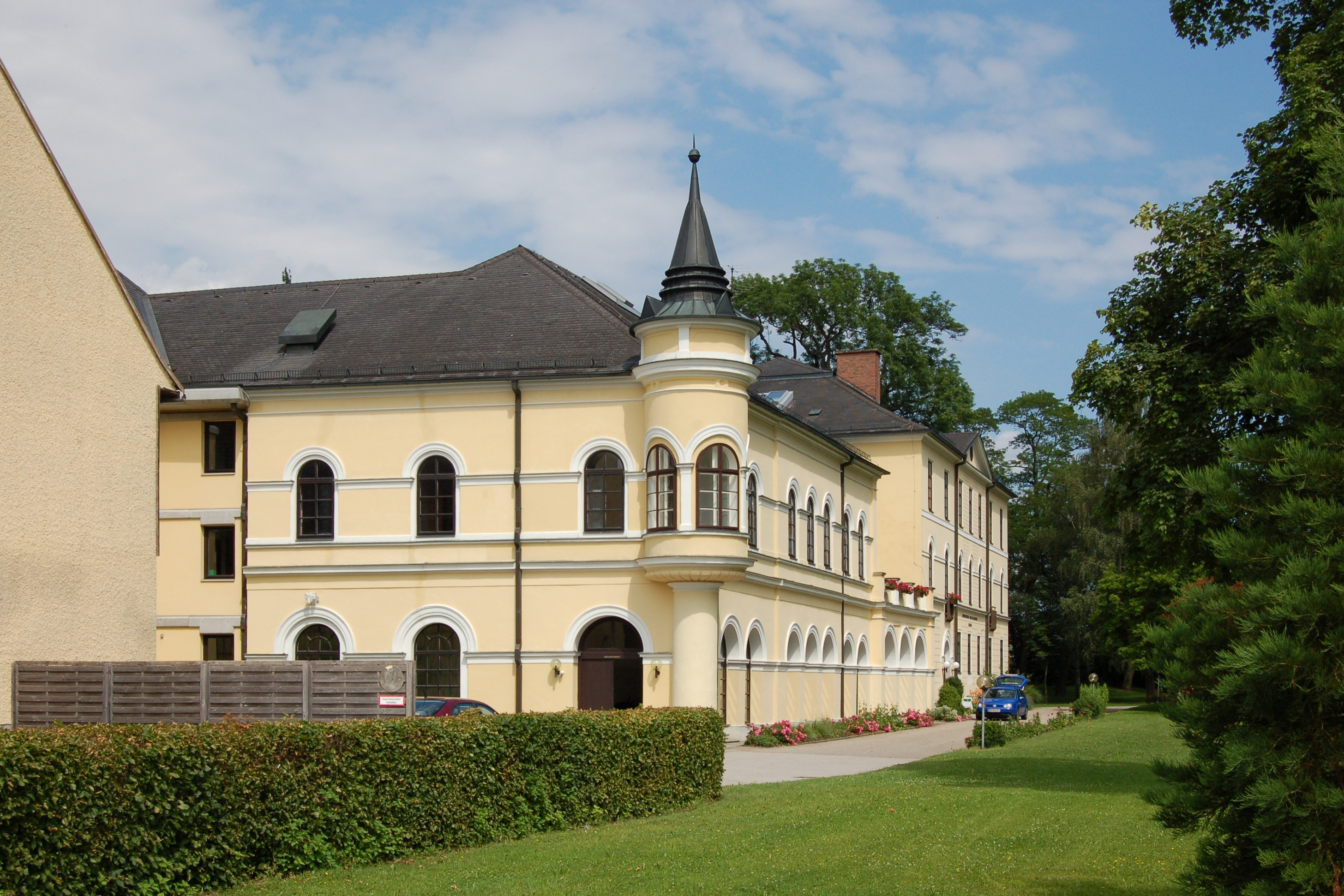
Schloss Bergheim heute

Schloss Bergheim liegt in der Gemeinde Feldkirchen an der Donau im Bezirk Urfahr-Umgebung in Oberösterreich (Bergheimer Straße 7).

## Geschichte

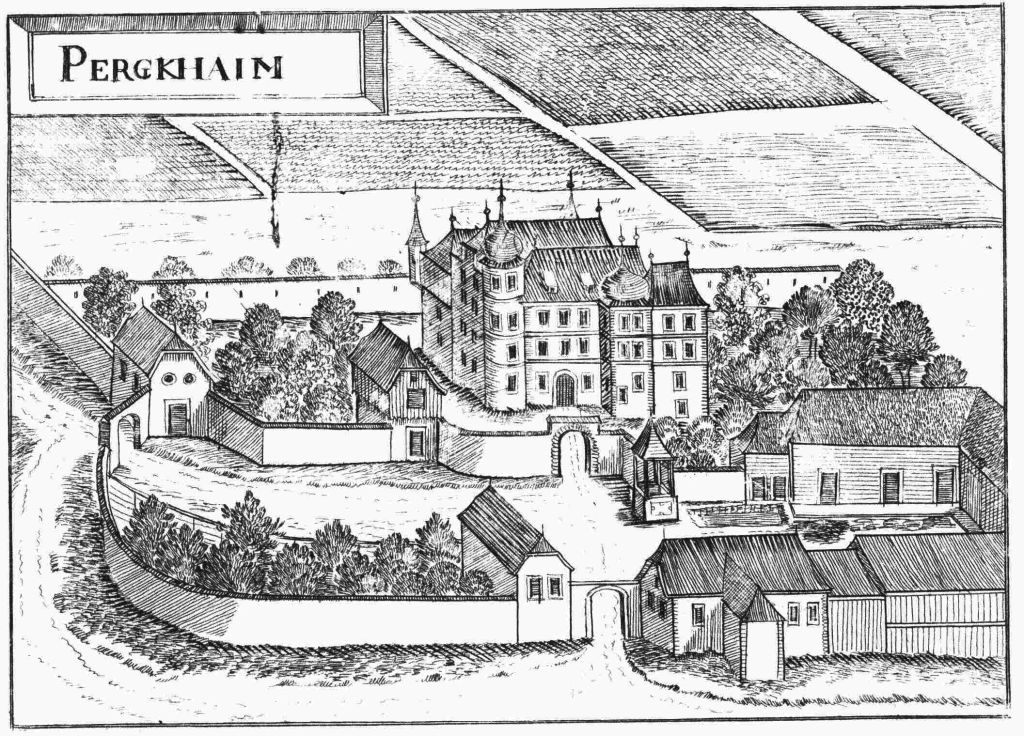
Schloss Bergheim nach einem Stich von Georg Matthäus Vischer von 1674

1111 wird Bercheim erstmals erwähnt. 1160 schenkte Engelbert von Blankenberg, dessen Stammburg bei Neufelden lag, einen Meierhof in Berchaim dem Kloster St. Nikola bei Passau. Nach dem Aussterben der reichsfreien Blankenberger übernahmen um 1190 die Witigonen ihren Besitz. Wok von Rosenberg überließ um 1260 u. a. zwei Huben bei Percheim dem Hochstift Passau. Bei dem um 1160 genannten Hof könnte es sich um den Meierhof des 1415 erstmals genannten Adelssitzes „Perkchaim“ handeln. Weiter Erwähnungen von Bergheim stammen von 1316 von einem Seyfrid von Perkhaim. 1415 verkauft Thoman Geizerstätter (Geutzenstetter) seinen Sitz Bergheim dem Stephan Kammerer von Kammerhof. Von den Kammerers kam Bergheim als Heiratsgut der Christine Kammerer 1635 an Karl Fieger von Hirschberg. Unter den Grafen Fieger wurde Bergheim zu einem Landschloss umgebaut. Durch die Heirat der Gräfin Maria Anna Fieger mit Graf Reichart Salburg 1787 kamen diese an Bergheim. 1803 wurde das Schloss an Graf Christoph Lehrbach verkauft. 1812 konnte Graf Anton Gundacker von Starhemberg die Herrschaft Bergheim erwerben. 1867 kaufte Freiherr Viktor von Pereira-Arnstein († 1902) das Schloss vom Fürsten Camillo von Starhemberg, unter ihm wurde das Schloss zu einem repräsentativen Landsitz umgebaut. Er veräußerte seinerseits den Besitz 1890 an den Baron James Hirsch-Gereuth († 1896). In diesem Jahr kommt die Witwe Zenaide von Hirsch-Gereuth an Bergheim; 1909 gründete sie eine Stiftung für das Erzherzogtum ob der Enns mit dem Zweck, nach ihrem Ableben († 1909 in Paris) eine Ackerbau-Akademie für Kinder adeliger Familien Oberösterreichs und Bayerns zu gründen, die den Namen „Baron James de Hirsch“ führen sollte. Rechtsnachfolger ab 1918 wurde das Land Oberösterreich.
1921/22 wurde in Schloss Bergheim eine Haushaltungsschule für Bauernmädchen eingerichtet, 1938 folgte eine einjährige Landfrauenschule. Während des Zweiten Weltkriegs wurde die Schule 1943 geschlossen. Das Gebäude diente dann als Volksschule, Kindergarten, Flüchtlingsquartier und zur Unterbringung von russischen Zivilpersonen. 1946 wurde der Schulbetrieb als Landwirtschaftliche Haushaltungsschule wieder aufgenommen. Danach wurde hier die dreijährige Fachschule – Fachrichtung ländliche Hauswirtschaft – untergebracht. Zudem diente das Schloss auch als Standesamt der Gemeinde.
Der Grundbesitz des Landesgutes Bergheim wurde im Jahre 2000 an Hans Arthofer aus Hartkirchen verkauft, der einen Großteil der Flächen an heimische Bauern verpachtete.

## Architektur
Schloss Bergheim ist eine unregelmäßige, mehrflügelige Schlossanlage in einer weitläufigen Parklandschaft. Die ältesten Bauteile stammen aus dem 15. Jahrhundert. Das Schloss wurde mehrmals umgebaut und erweitert. Wie auf einem Stich von Georg Matthäus Vischer von 1674 zu sehen ist, war Bergheim ein drei- bis viergeschoßiger, dreiflügeliger Bau, der von einer Mauer umschlossen und von einem Wassergraben umgeben war. Das Schloss weist mehrere Türme mit Zwiebeldächern auf, mindestens ein Scharwachturm ist erkennbar. Im 16. und 17. Jahrhundert wurde der Wassergraben trockengelegt und der Bau nach Norden erweitert.
Das heutige Erscheinungsbild entstand bei den Umbauten 1867/68. Aus dieser Zeit stammt die Gestaltung des Arkadengangs im Erweiterungsbau als Wappengang. Dieser zeigt die Wappenreliefs sämtlicher Besitzer. Damals entstand der Festsaal im ersten Obergeschoß im Stil des Neorokoko. Im Schloss sind einige Stuckdecken erhalten. Das Schloss besitzt einen barocken Stiegenaufgang.

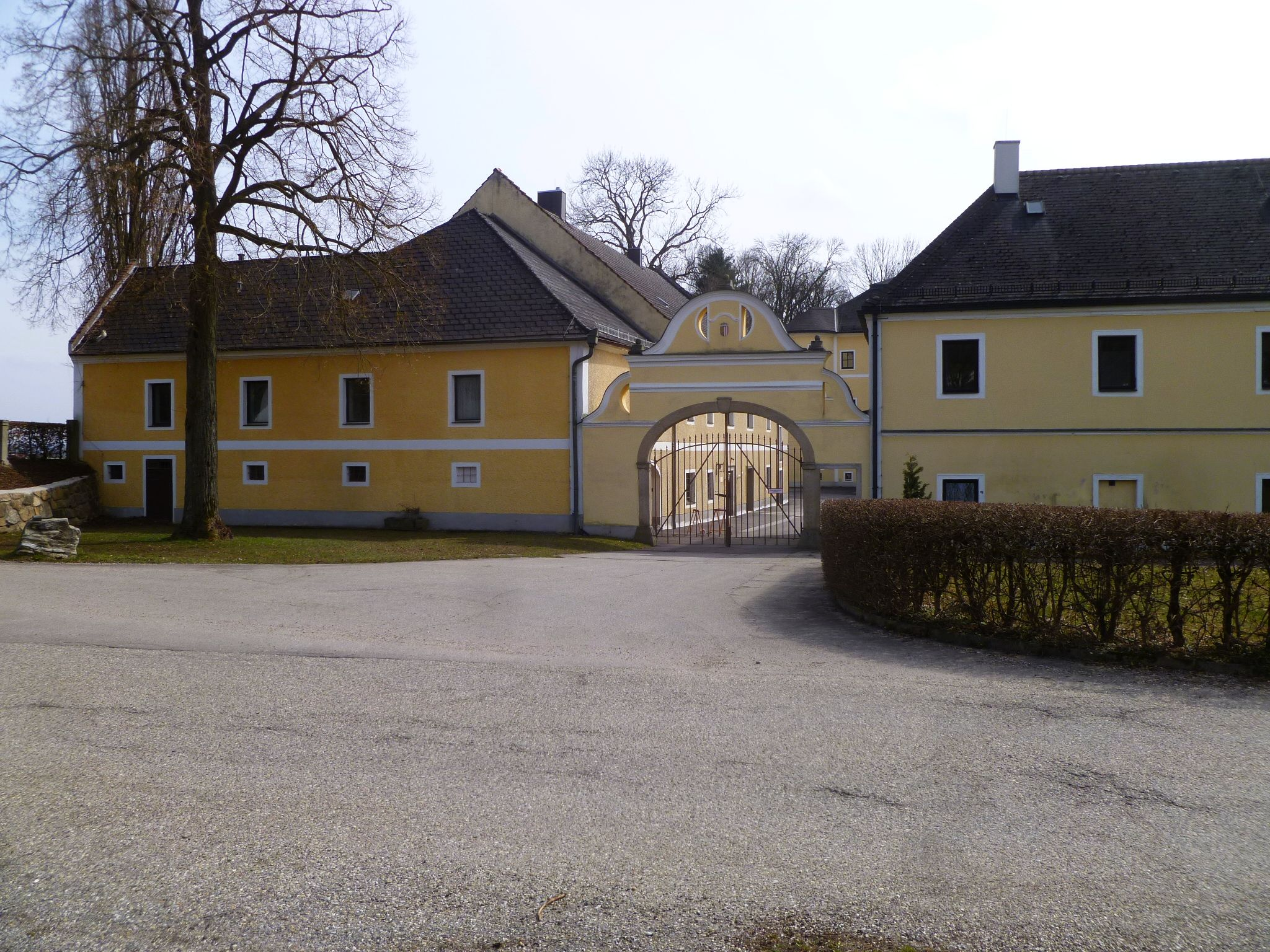
Eingangsportal
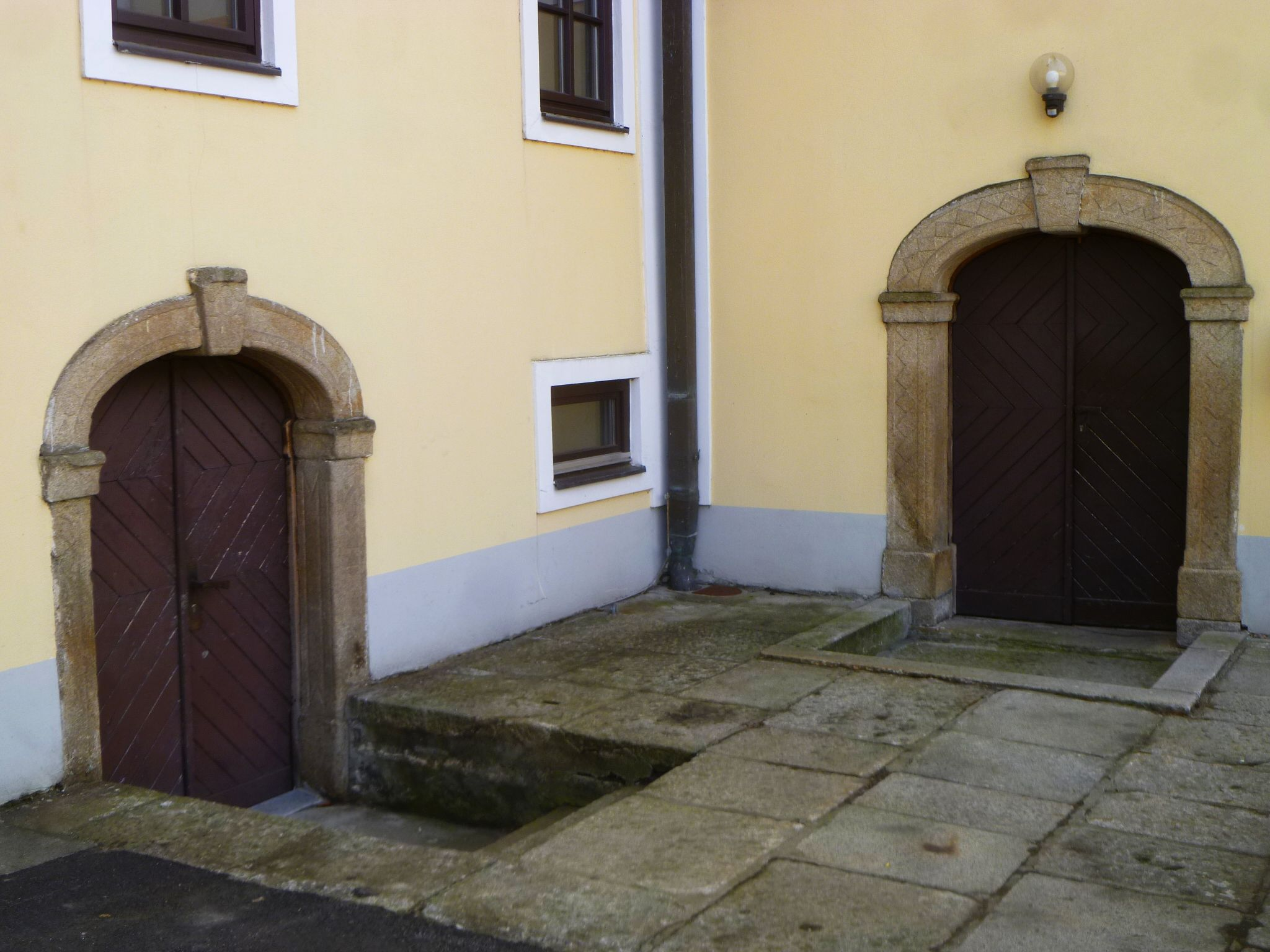
Eingangstüren
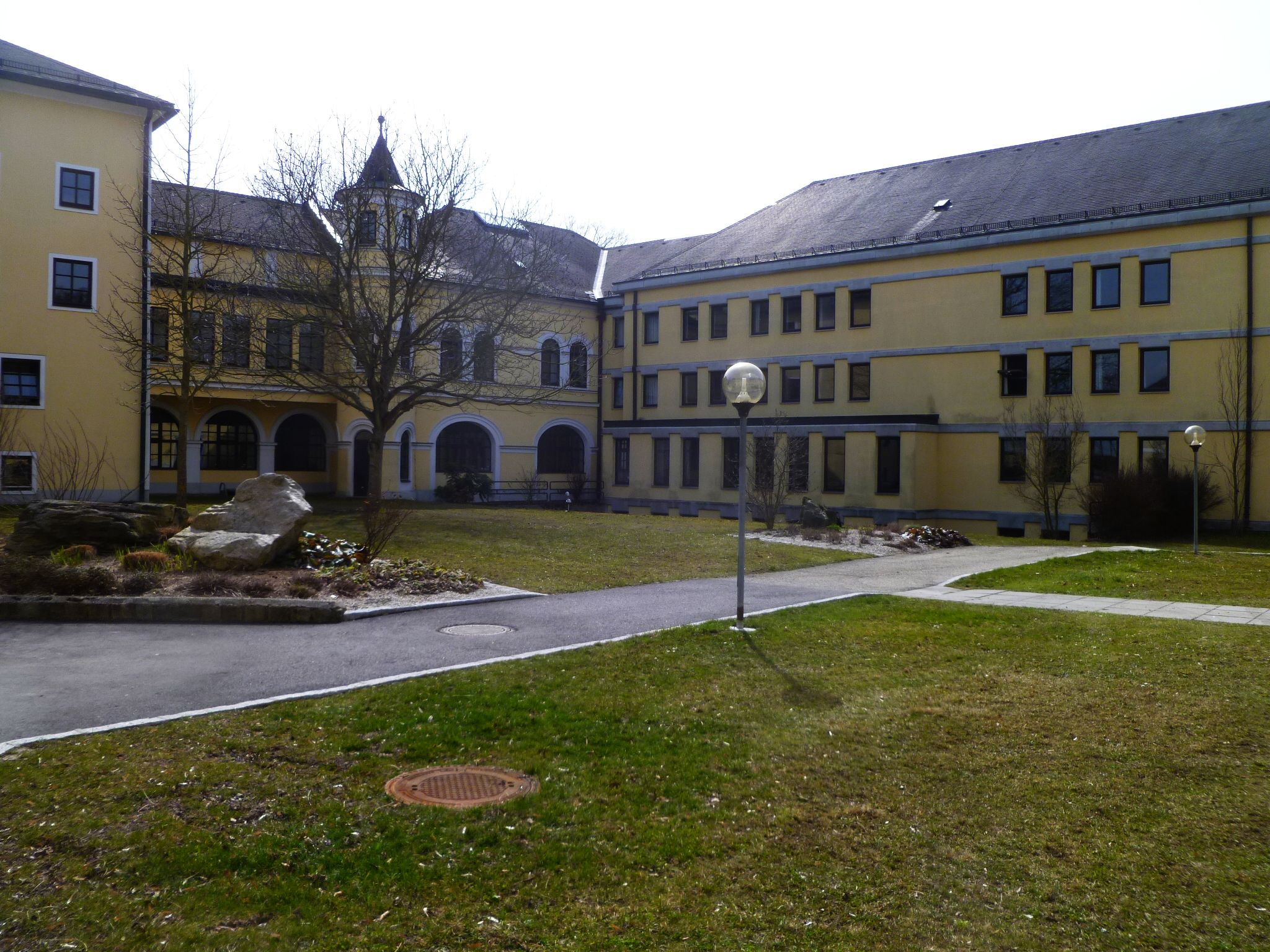
Innenhof
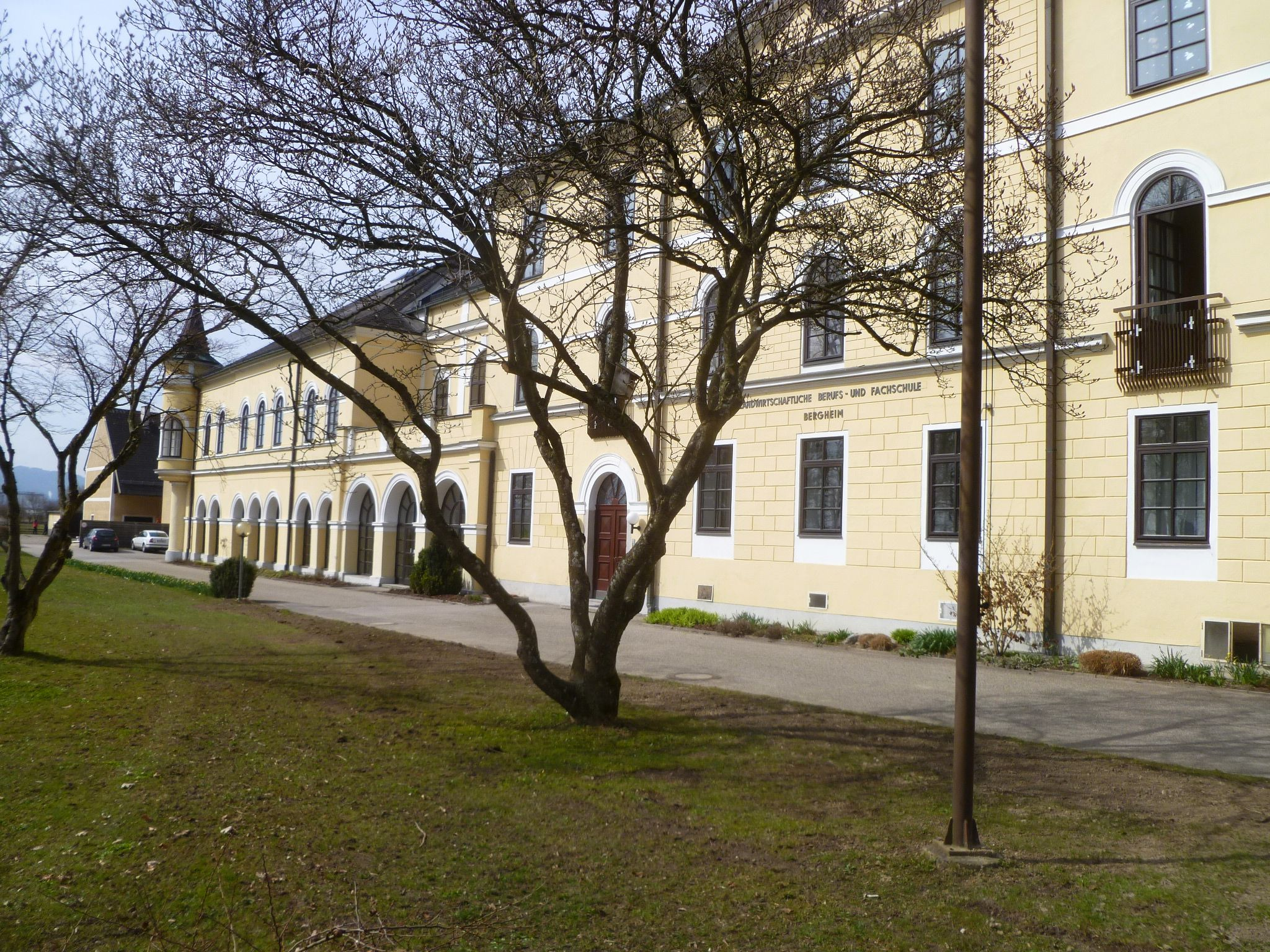
Zugang zur landwirtschaftlichen Schule

## Nutzung
In der Fachschule Schloss Bergheim wird höchstwahrscheinlich bis Sommer 2025 unterrichtet. Die Nachnutzung ist noch offen.